# Clarence Holiday
Clarence Halliday (* 1898; † 23. Februar 1937 in Dallas) genannt: Clarence Holiday war ein US-amerikanischer Jazz-Gitarrist und der Vater der Sängerin Billie Holiday.

## Leben
Clarence Holiday bleibt in erster Linie als Vater von Billie Holiday in Erinnerung; er war jedoch nie mit Billies Mutter Sadie verheiratet. Holiday spielte zunächst als Jugendlicher Banjo, lebte um 1914 in Baltimore und diente 1918 kurze Zeit in der US-Armee. Nach Kriegsende spielte er u. a. 1922 mit Russell Procope in Philadelphia und 1923 mit einer eigenen Formation, zu der u. a. auch Benny Morton gehörte; dann war er Rhythmusgitarrist im Orchester von Fletcher Henderson (1928–33). Danach wirkte er auch bei Aufnahmen von Benny Carter (1934) und Bob Howard (1935) mit und arbeitete bei Charlie Turner (1935), Louis Metcalf (1935/36) und kurz vor seinem frühen Tod in der Don Redman Big Band (1936/37). Er starb an einer grippalen Lungenentzündung, die er sich bei einer Tournee mit Redman im Süden der USA zugezogen hatte.